# Malito
Malito är en ort och kommun i provinsen Cosenza i regionen Kalabrien i Italien. Kommunen hade 774 invånare (2018).